# Lodewijk II van Württemberg-Urach
Lodewijk II graaf van Württemberg (Waiblingen, 3 april 1439 - Urach, 3 november 1457) was sinds 1450 regerend graaf van Württemberg-Urach.
Lodewijk was een zoon van graaf Lodewijk I en Mathilde van de Palts. Hij groeide na de Württembergse landsdeling op aan het hof van Urach.
Na de vroege dood van zijn vader ontstond een strijd over zijn voogdij. Uiteindelijk werd Lodewijk II op 13 oktober 1453 volwassen verklaard en begon hij te regeren vanaf zijn 14e jaar.
Wegens zijn zwakke gezondheid stierf hij op 18-jarige leeftijd.